# Katsura Hoshino

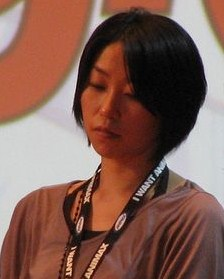
Katsura Hoshino bei der AnimagiC 2008 in Bonn

Katsura Hoshino (jap. 星野 桂, Hoshino Katsura; * 21. April 1980 in der Präfektur Shiga, Japan) ist eine japanische Manga-Zeichnerin.

## Leben
Hoshino brachte ihr Debütwerk als professionelle Zeichnerin 2002 mit der Kurzgeschichte zone heraus, die im Manga-Magazin Akamaru Jump erschien. Im Shōnen Jump, dem meistverkauften Manga-Magazin, veröffentlichte sie im folgenden Jahr die Kurzgeschichte Continue.
Seit Juni 2004 arbeitet sie für Shōnen Jump an ihrer ersten Manga-Serie, D.Gray-man, die bereits 26 Sammelbände umfasst (Stand: 2014) und zu einem großen Erfolg wurde. Sie wurde als Anime-Fernsehserie produziert und in mehrere Sprachen übersetzt. Die ersten elf Taschenbuchausgaben verkauften sich in Japan über 9,5 Millionen Mal. Der Fantasy-Manga spielt in einem alternativen Europa des späten 19. Jahrhunderts und stellt den Exorzisten Allen Walker in den Mittelpunkt.
Ihre Mangas richten sich vorwiegend an eine männliche Zielgruppe im jugendlichen Alter und sind somit der Shōnen-Gattung zuzuordnen.

## Werke
- zone, 2002
- Continue, 2003
- D.Gray-man, seit 2004